# OK gest
OK gest ili krug je gest koja se postiže spajanjem palca i kažiprsta u krug (O). Drži se ravno ili opušteno u vazduhu.
U svijetu ima vrlo različita značenja:
U sjevernoj i srednjoj Evropi, Sjevernoj Americi i Okeaniji znak je za okej ili sve je u redu, dok u Južnoj Americi ima značaj kojim se muškarca označava homoseksualcem pa se koristi kao vulgarni gest.
U Italiji znači Pico Bello, u Francuskoj Très bien; izraz koji znači da je nešto izvrsno.
Neke od poznatih ličnosti koje prave OK gest su: američki političar Barak Obama, američki biznismen i političar Donald Tramp, turski političar Redžep Tajip Erdogan, bosanskohercegovački političar Bakir Izetbegović, hrvatski glumac i voditelj Tarik Filipović, hrvatski sportski radnik Zdravko Mamić, hrvatski i bosanskohercegovački glumac Enis Bešlagić, američki politički analitičar i desničarski aktivista Majkl Sernovič i dr.

## Opis
OK gest(a) ili OK znak ili prsten gest (simbol/emodži: „👌”) predstavlja gest koji se pravi spajanjem palca i kažiprsta tako da se formira krug, pri čemu se ostali prsti drže ispruženi ili opušteni dalje od dlana. Koristi se, na primjer, kada ronilac pod vodom poručuje „Dobro sam” ili pita „Jesi li dobro?” („Jesi li OK?). U većini zemalja gdje je engleski jezik preovlađujući, gest označava odobravanje, pristanak odnosno da je sve dobro ili „okej”. U drugim kontekstima ili kulturama, slične geste mogu da imaju različita značenja ili konotacije, uključujući negativne, napadačke, finansijske, numeričke, devocionalne, političke, ili lingvističke.

## Pozitivne konotacije

### Klasična upotreba
Prsten gestovi, koji se prave kažiprstom i palcem pri čemu su ostali prsti opruženi, javljali su se u Grčkoj još u petom vijeku p. n. e.; mogu se vidjeti na bojenoj vazni kao izraz ljubavi — palac i kažiprst mimikuju usne u poljupcu. Kada jedna osoba pokazuje ovo prema drugoj u drevnoj Grčkoj, gest je bio takav da se istim izražava ljubav prema drugome; sentiment više karakteriše značaj dodira vrhova prstiju nego prsten koji se formira prstima. Kao izraz pristanka i odobravanja, gest je zabilježen i u Rimu prvog vijeka, gdje se nalazi u upotrebi retoričara Kvintilijana koji je pravio isti. Kvintilijanova hejronomija odražava varijacije u kontekstu upotrebe gesta tokom specifičnih tačaka govora: otvaranje, davanje upozorenja ili pohvale ili optuživanje, te okončavanje deklamacije.
U savremenije doba, znak se javlja kod budističke i hinduističke dijaspore kao simbol unutrašnjeg savršenstva. Etolog Dezmond Moris opisuje da se spojenim palcem i kažiprstom izražava preciznost razumijevanja nečega doslovno ili figurativno, te da oblik koji se formira spajanjem ova dva prsta predstavlja sažetost savršenstva — krug; stoga je međukulturalna poruka gesta da je nešto „egzaktno tačno” ili „savršeno/perfektno”.
U Napulju, gesta se dugo koristila da se simbolizuje ljubav i brak, što je bio i običaj u susjednoj Grčkoj, ali specifično sa palcem okrenutim nagore, dok je gesta napravljena tako da je palac okrenut ka dolje predstavljala ruku koja drži terazije. Širom Italije, gest je ostao u upotrebi kao jedna od tačaka konverzacije; kasnije je izražavao diskurzivnu preciznost, ali kada se drži čvrsto u uzvišenoj poziciji s prstima koji strše prema nebu — postao je amblem (simbol) savršenstva.
Prvi zapisi o upotrebi znaka u svijetu engleskog govornog područja datiraju iz 1644. godine: britanski ljekar i filozof Džon Balver u djelu Chirologia kaže: „Prirodni jezik šake činili su govorni pokreti i time diskursni gestovi.” Među više gestova rukama koje je opisao Balver, jedan je opisao kao „Vrh prednjeg prsta [kažiprst] pomjeren da se spaja s noktom palca koji je do njega, ostali prsti su opušteni”; rekao je i da je to bilo „zgodno za one koji se povezuju, razlikuju ili razumijevaju”.

### „OK”
Do početka 19. vijeka u SAD, gest se povezivao sa slovima „O” (koje se piše kružnim pokretom) i „K” (koje liči na raširene prste). Iako nije tačno poznato kako su se ’poklopili’ OK gest i odgovarajuća verbalna ekspresija, profesor Alen Voker Rid datira porast upotrebe gesta u 1839. godinu — humoristički prilog Boston morning posta u kojem se opisuje izraz „o.k.”u značenju „sasvim dobro” (engl. all correct), sugerišući komično pogrešno navedena slova akronima — u vrijeme kada su i drugi akronimi bili pogrešno pisani i takve riječi ’u modi’. Nekoliko drugih listova u Bostonu, Njujorku i Filadelfiji sadržalo je izraz u svojim kolumnama, pri čemu se „all correct” navodilo kao oll korrect; tako je fraza postala dio kolokvijalnog američkog engleskog jezika.
Sljedeće godine, Demokrate su počele da koriste frazu i prateći gest kao znak podrške kampanji za reizbor Martina van Bjurena. Stanovnik Kinderhuka (Njujork), Van Bjuren je bio naširoko poznat po svom nadimku „Stari Kinderhuk” (engl. Old Kinderhook), pa su inicijali „O.K.” postojano privlačili pažnju kao izraz odobravanja. U Njujorku, pristalice Van Bjurena formirale su Demokratski klub O.K. i koristili gestu kao njegovo obilježje, pri čemu je slogan „O.K.” imao dvostruko značenje u krilatici kluba: „Stari Kinderhuk je sasvim dobar.” (engl. Old Kinderhook is all correct.). I fraza i gest našli su put do novina u okruženju, putem političkih crtanih programa, time dalje šireći ovaj izraz. Nakon što je Van Bjuren izgubio od Vilijama Henrija Harisona, O.K. je prosto postalo satirično, i to u značenju „Užasna propast/katastrofa” (engl. Owful Kalamity / Owful Katastrophe).
Uprkos gubitku Van Bjurena i usljedjelom raspadu Demokratskog kluba O.K., gest je od tada uveliko korišten u značenju „sve je u redu” ili „dobro” u SAD. Kao gest, njegova konotacija je više pozitivna nego riječ „OK”, koja može označavati da je nešto prosto osrednje, zadovoljavajuće na samo osnovnom nivou, kao u rečenici „Obrok je bio OK.”. Gest se obično razumijeva kao znak odobravanja, a ponekad se koristi sinonimno sa zapadnjačkim gestom „držimo fige” (engl. thumbs up).
Kako je počeo da se koristi u politici već treći vijek, u 21. vijeku znak je koristio predsjednik Barak H. Obama.

### Ronjenje sa bocom
U rječniku koji koriste ronioci, OK znak je specifičan po značenju „sve je u redu” (primjer regulatorne organizacije je Savjet za rekreacijsko ronjenje sa bocom). Ronioci uče da uvijek koriste ovaj znak a ne gest podizanja palca pošto potonji označava da ronilac počinje da izranja. Gest se takođe koristi kao sredstvo ’čekiranja’ (npr. potvrda pozicije) — tada jedan ronilac pita drugog „Sve OK?”, a odgovor je u značenju „Da, sve je OK.”.
Na udaljenostima gdje je standardni OK gest možda teško vidljiv, ronioci koriste veće signale kao alternativu, bilo da je jedna ruka podignuta iznad glave i lakat izvijen po strani ili da se obje ruke diraju iznad glave tako da ruke formiraju „O” (u značenju „OK”). Ovaj gest koji se pravi cijelim tijelom takođe se koristi u značenju „OK” u Japanu gdje gest jednom rukom ima konotaciju monetarne transakcije a ne u značenju da je nešto OK/dobro. Ovakav OK gest koji prave dvije ruke dodat je 2010. godine u Unikod pod nazivom ’Lice sa OK gestom’ (engl. Face With OK Gesture) — U+1F646, „🙆”; postao je dio Emodžija godine 2015.

### Novac
U Japanu, prsten gest koji se pravi jednom rukom koristi se da simbolizuje novac, a u ovom kontekstu kružni oblik prstiju predstavlja kovanicu. Ponekad se znak koristi da se izbjegne verbalna nezgrapnost u izražavanju kad se priča o novcu ili pita za novac. U drugim kontekstima, može da se koristi kao implikacija za mito ili drugu nedopuštenu finansijsku transakciju, ili pak kao signal za pozivanje nekoga u poslovne pregovore.
U drugim dijelovima svijeta, gest može da se povezuje s pominjanjem novca, finansijskih transakcija, bogatstva ili skupocjenosti predmeta. Zabilješke o korištenju gesta da se označi bogatstvo osobe ili status dokumentovane su i navodi se da je ovo bila praksa u Meksiku potkraj 19. vijeka.

### Mudra
Pri praktikovanju joge, gest je poznat kao chin mudra (čin mudra — „pečat svjesnosti”), kada je dlan dolje, odnosno jnana mudra (džnana mudra — „pečat mudrosti”), kada je dlan gore ili u drugim položajima kao što je ispred srca. Neke škole joge koriste zamjenljivo izraze čin i džnana mudra, dok druge tvrde da „prvotna rezultuje suptilnim osjećajem ukorijenjenosti, potonja je smisao lakoće”, ili da je džnana „pasivno uzimanje položaja” dok je čin „aktivno davanje položaja”. Kod ovih mudri, srednji, domali i mali prst predstavljaju tri gune ili radže, tame i satve, koje, kada su u harmoniji, sjedinjavaju atman i brahman, odnosno individualnu dušu i univerzalnu dušu. Dodirivanje palca i kažiprsta predstavlja tu uniju — ili „jogu” — svjesnosti. U budizmu, gest se naziva vitarka mudra (pečat diskusije) i koristi se da se naglasi značenje riječi.

## Znakovni jezik
Većina jezika kombinuje oblike ruku, pokrete i položaje u odnosu na ostatak tijela, kao i dodatne jezike tijela i facijalno izražavanje (izražavanje stavom ili pokretom lica). Kao i kod drugih znakova rukom ili rukama, OK gest može da se kombinuje s drugim elementima da se dobije raznoliko značenju u više znakovnih jezika.

### Monaška komunikacija
Gest palca i kažiprsta da se formira prsten pri čemu su ostali prsti opruženi datira još u 10. vijek u Evropi kada su u pitanju grupe standardizovanih crkvenih znakova komunikacije koje su koristili hrišćanski monasi kao zavjet tišine a da bi se predstavili brojni religijski rituali i objekti. Na primjer, kada se gest napravi i ruka je ispred to predstavlja oblaciju Bogu. Kada se dodirnu usta označava se uzimanje jela. Kada se doda znaku za „knjigu” pri čemu je dlan otvoren, predstavlja specifičan himnal, a O-oblik znaka predstavlja oznaku „O” kojom počinje većina himni. Ako palac i kažiprst diraju određen dio odjeće ili tijela kao što je kapuljača raso, uvojak kose ili koža na lijevoj strani, gest može da označava raznolike objekte poput „monaha”, „konja” ili „pergamenta”.

### Znakovni jezik prerijskih Indijanaca
U sjevernoameričkom Znakovnom jeziku prerijskih Indijanaca (engl. Plains Indian Sign Language, PISL), gest označava Sunce kada se ruka drži ispred lica ili pomjera lučno prateći putanju Sunca. Kada je ruka podignuta u nebo i izdiže se, to je znak za visoko podne. Prajmer PISL-a odštampan u izdanju lista Our Forest Children Kanadske provincijalne škole 1888. godine, precizira da se lijeva ruka koristi za pokazivanje izlaska sunca a desna za zalazak. Više komplikovana serija pokreta rukama u položaju kad je gesta napravljena, kao što je npr. crtanje ili urezivanje odnosno pružanje oponašanjem elastičnosti može da označava smrt — ili specifičnije: „Nakon dugo vremena, umireš.”

### Američki znakovni jezik
U savremenom Američkom znakovnom jeziku (engl. American Sign Language, ASL), gest može da označava više različitih stvari u zavisnosti od toga kako se primjenjuje. Štipavi potez palca i kažiprsta nerijetko predstavlja nešto malo. Na primjer, znak za kućnu muhu pravi se tako što se oponaša muha koja zuji naokolo. U ASL-u, gestom se takođe može prenijeti informacija o odabiru nečega: Kada se pomjeri s jedne strane na drugu aludirajući na uzimanje nečega i spuštanje toga dolje, označava se „odredba” (engl. appoint). Kada se spojeni palac i kažiprst gesta postave u rupu napravljenu drugom rukom, označava se „glas(anje)” (engl. vote). Znak za „izbor” (engl. elect) dobija se kada se uzastopno naprave znakovi za „glas(anje)” i „odredbu”.

### Daktilologija
U sistemima daktilologije koje koriste znakovni jezici, položaj ruku kada su palac i kažiprst spojeni predstavlja razna slova. Američki ručni alfabet (engl. American manual alphabet, AMA) određuje ovaj gest za slovo F, dok je u Irskom znakovnom jeziku i Francuskom znakovnom jeziku rezervisan za slovo G. U daktilologijama koje predstavljaju ćiriličke azbučne sisteme, kao što je Ukrajinski ručni alfabet, gest predstavlja samoglasnik О i aludira na oblik ovog slova. Nadalje, Korejski ručni alfabet koristi gest za hangul slovo ㅇ, romanizovano kao „ng”, pri čemu se reflektuje izgovor na korejskom jeziku. U yubimoji-ju (指文字), Japanski ručni slogovnik čijih 45 znakova i četiri dijakritika predstavljaju foneme japanskog jezika, gest je slog me (め u hiragani, メ u katakani). Razni sistemi daktilologije mogu da budu poželjni ako je potrebno da se uvedu druge specifične odlike gestova osim spajanja palca i kažiprsta dok su ostali prsti opruženi; na primjer, prsten za yubimoji me gest malo je sužen a ne okrugao.

### Brojanje
U Američkom znakovnom jeziku, OK gest predstavlja broj 9 kada se mirno drži u položaju kad je dlan usmjeren prema naprijed odnosno od, nadalje od, onoga koji pravi gest. Ovaj ASL numerički znak posljednji je u nizu jednocifrenih cijelih brojeva gdje količina prstiju označava brojeve od 1 do 5, a onda palac koji dodiruje svaki prst redom označava 6 (mali prst), 7 (domali prst), 8 (srednji prst) i na kraju 9 (kažiprst). Kada se prevuče slijeva nadesno, znak za broj 9 postaje broj 19.
U Znakovnom jeziku prerijskih Indijanaca, gestom se označava broj 3 kada se drži nešto niže nego pri davanju znaka da se predstavi Sunce. Regionalni oblici brojanja na prste u Kini takođe zahtijevaju više podignute srednje, domale i male prste za izražavanje broja 3, bilo sa spojenim palcem i kažiprstom kao u OK gesti ili u sličnom rasporedu. Ovakvi brojevni gestovi primarno se koriste u kineskim južnim provincijama, dok na sjeveru, 3 može da se izrazi i poginutim kažiprstom, srednjim prstom i domalim prstom kao što je to u zemljama engleskog govornog područja. 
Oba metoda su različita po tome što se palac, kažiprst i srednji prst protežu da se označi 3 u većini kontinentalne Evrope, pošto ovo predstavlja 8 i na Tajvanu i u dijelovima kontinentalne Kine.
Greko-romanska kironomija takođe obuhvata brojevni sistem u kojem se prsten gestom označava 10, 30, 100 ili 300; tačan broj se određuje time koja je ruka korištena i koja je tačno dodirna tačka između palca i kažiprsta.

## Popularna kultura

### 
Gest je imao izrazitiji značaj u britanskoj TV seriji iz 1967. godine, The Prisoner, gdje je više neimenovanih likova u zarobljeništvu u selu. Kad god bi se ovi zarobljeni seljaci udaljili jedno od drugog, to su činili frazom „Vidimo se” (engl. Be seeing you — dosl. „Budemo se vidjeli”), a nakon toga su pravili gest tako što su ruku držali gore iznad oka kao podsjetnik da uprkos tome što se zavaravaju takvom slobodom, i dalje su svi zarobljenici. Gest se takođe koristi kao pozdrav u ovoj seriji bez fraze „Vidimo se”. Glavna uloga u seriji, Patrik Makguhan izjavio je da je u njegovoj seriji gest oponašanje ribljeg znaka koji su koristili prvi (rani) hrišćani.

### Kao naslov filma
Godine 2010, južnoindijski filmski režiser Upendra Rao napravio je povratak u svijet filma snimivši Super — čiji je stvarni naslov zapravo bio 👌. Sam Rao glumio je u svom filmu kao nerezidentni Indijac koji se vratio u svoju domovinu da bi naciju pretvorio u utopijsko društvo. Opisivajući naslov filma kao samo simbol šake, Raova namjera bila je da sama publika da filmu naslov, misleći da bi ga možda nazvali ’Nula’ ili ’Tri’, ili povezali sa Vitarka Mudrom ili simbolom za om (ॐ). Tokom uvodne špice filma gdje se navode uloge, naslov Vitarka Mudra se transformiše u ruku koja pokazuje prema gledaocu objavljujući ime režisera kao „U”.

## Ostale konotacije

### Politička opredjeljenja
U evropskoj regiji Balkan, OK gest je poznat i kao „Pozdrav Ujedinjene Makedonije”, kad se povezuje sa iredentističkim kampanjama za ujedinjenu Makedoniju. Za makedonske nacionaliste, dva prsta kojima se formira „O” koriste se da označe makedonsku riječ Обединета (Obedineta, znači „objedinjeno”), dok ostala tri prsta simbolizuju regione Egejska Makedonija na sjeveru Grčke, Pirinska Makedonija na jugozapadu Bugarske i region Vardarska Makedonija koji grubo odgovara granicama Republike Sjeverne Makedonije. Sveukupno gledano, pozdrav Ujedinjene Makedonije takođe odražava Sunce iz Vergine koje je bilo kraljevski simbol antičke Makedonije. I sunce i pozdrav postali su popularni među Makedoncima-Grcima tokom 1980-ih, a sunce se našlo na makedonskoj zastavi nakon što je Republika Makedonija proglasila nezavisnost od SFR Jugoslavije godine 1992. Tri godine kasnije, Makedonija je dobila novu zastavu pod ekonomskim pritiskom Grčke, koja je korištenje Sunca iz Vergine opisala kao prijetnju protiv grčkog suvereniteta. Pozdrav Ujedinjena Makedonija ostaje kontroverza među mnogim Balkancima, pogotovo onima koji žive u dijelovima Grčke ili Bugarske za koje makedonski nacionalisti tvrde da su provincije njihove države.

### Medicinsko testiranje
Gest koriste doktori da testiraju funkcionalnost anteriornog interoznog nerva i otkriju indikacije paralize srednjeg nerva. Pri provođenju testa, pacijent pravi OK gest objema rukama. Ako krug formiran jednom rukom izgleda više istaknut ili manje okrugao nego onaj formiran drugom rukom, to može da indicira slabost nerva (živca).
Sličan medicinski test, poznat kao Fromenov znak, koristi se za testiranje moguće paralize ulnarnog nerva. Prilikom provođenja testa, pacijent drži komad papira između kažiprsta i palca, a ispitivač pokušava da ga izvuče dok pacijent stiska. Ako je paraliza ulnarnog nerva prisutna, pacijent će imati teškoće da drži papir i možda morati da kompenzuje istezanjem palca radi dodatnog pritiska.

### Korporativni logotipi
Gest se koristi kao dizajnerski element kod nekoliko korporativnih logotipa i logotipa organizacija. Među njima su Piramal grupa, Barat petroleum i Adlabs studios, sve sa sjedištem u Indiji. Takođe se koristi kao brendirajući logotip Okamoto indastrisa (japanski proizvođač kondoma).

### Kuharov poljubac
Kuharov poljubac je znak koji označava „savršenstvo” u kontekstu pripreme hrane. To je gest rukom koja se odvaja od usta, ponekad sa pomjeranjem palca i kažiprsta. U nekim slučajevima, kuharov poljubac je prosto OK gest blizu lica.

### Milosrđe
Endijev muški klub (engl. Andy's Man Club), klub za muškarce koji žele da razgovaraju, koristi simbol kao svoj logo i takođe označava da je „u redu da se razgovara”.

### Igra kruga
Od 1970-ih, OK gest je bio ključna odlika popularne školske zezalice, „igra kruga” (енгл. the circle game). Neko ko bi započeo igru napravi gest tako da je dlan prema njegovom/njenom struku i pokuša da prevari protivnika da pogleda tu. Ako osoba pogleda, onaj ko je napravio gest udari protivnika u ruku. Varijacije su kada igrač koji može da umetne svoj kažiprst u krug bez da gleda može da udari onoga ko je napravio takav krug. U mnogo ranijoj verziji (1950-e), krug se stavljao iznad lakta onoga ko ga pravi, ili bilo kojeg dijela tijela.

### Simbol moći bjelaca
Godine 2017, korisnici na sajtu za razmjenu poruka  željeli su da uvjere medije i druge ljude da se OK gest koristi kao simbol nadmoći bjelaca — kao šala. Prema Boston gloubu, korisnici dijela sajta 4chan — /pol/ (engl. Politically Incorrect — dosl. „politički nekorektno”), dobili su uputu da „preplave Tviter i druge veb-sajtove društvenih medija...tvrdeći da je znak rukom OK simbol superiornosti bjelaca”, i to kao dio kampanje prozvane „Operacija O-KKK” (engl. Operation O-KKK).
Satiričko povezivanje gesta sa superionosti bjelaca izvedeno je iz navoda da tri podignuta prsta podsjećaju na W i krug koji se pravi palcem i kažiprstom podsjeća na vrh P, što zajedno može da znači na engleskom jeziku White Power (moć bjelaca). Iako su neki članovi alternativne desnice koristili simbol nakon pokretanja kampanje 4chan-a, prvobitno je bilo nejasno da li se koristi ili ne u kontekstu izravne pripadnosti grupama koje podržavaju kampanje za izražavanje bjelačke superiornosti, ili pak samo kao motivi u smislu ironije.
Septembra 2019, ADL je revidirao svoje prethodne izjave i dodao OK gest u svoju bazu podataka Hate on Display (dosl. mržnja na ekranu; vidljiva/prikazana mržnja). U spisku se navodi da je upotreba OK gesta rukom ponekad benigna, ali da je namjerna kao simbol mržnje u nekim kontekstima, jer su neki bjelački supremacisti počeli da koriste OK simbol „kao iskreno izražavanje Superiornosti bjelaca”. Bjelački supremacisti priznali su da je korištenje simbola gest nadmoći bjelaca. Kao rezultat prihvatanja simbola kod bjelačkih supremacista, neki ljudi su bili optuženi da istinski koriste znak kao podršku ideologiji bjelačke superiornosti:
- Aprila 2017, bloger i politički komentator pri Pokretu muške desnice Majk Sernovič napravio je gest pri poziranju za fotografiju kod Bijele kuće.[12][88] Sernovič je kasnije rekao reporteru Bazfid njuza Džou Bernstinu da je koristio gest rukom kao referencu na repera Džej-Zija i teorije zavjere kojima se aludira da je gest povezan sa Iluminatima.[89]
- Jula 2018, četvorica policajaca u Džasperu (Alabama) suspendovana su na sedmicu dana jer su pravili gest pozirajući za grupnu fotografiju.[84]
- Septembra 2018, Obalna straža SAD [] disciplinski je kaznila zaposlenika koji je upadljivo pravio ovaj gest u pozadini njuzkasta.[90][82]
- Marta 2019, poručnica-guvernerka iz Ajdaha Džanis Magiin dobila je znatne kritike jer je pozirala sa članovima desničarske milicijske grupe 3 persenters izvan svoga ureda, pri čemu su oni pravili gest sa dlanom okrenutim bliže sebi.[91][92][93]
- Marta 2019, bjelački supremacistički terorista Brenton Tarant nakratko je pokazao znak kamerama u sudnici na Novom Zelandu tokom izricanja optužbe za smrtonosni zločin ubistva 51 osobe tokom Napada na džamiju i islamski centar u Krajstčerču.[94][95][80]
- Maja 2019, ministar unutrašnjih poslova iz Konzervativne narodne partije Estonije Mart Helme i njegov sin ministar finansija Martin Helme izazvali su kontroverze javnim pokazivanjem OK gesta rukom.[96][97]
- Maja 2019, navijaču Čikago kabsa [] zabranjeno je da uđe na Rigli fild jer je pravio gest iza crnca komentatora, Daga Glanvila tokom TV reportaže.[98]
- Maja 2019, Srednja škola „Ouk Park i River Forest” (OPRF) u Čikagu potrošila je 53.000 dolara za reizdavanje svog godišnjaka nakon što je 18 učenika bilo pokazalo OK znak na slikama. Iz uprave škole su izjavili da je povezivanje simbola sa superiornosti bjelaca ugrožavanje reputacije učenika i budućeg angažmana na koledžima i pri zapošljavanju, tako da su odlučili da uklone fotografije iz godišnjaka u ponovo odštampanom izdanju.[99]
- Oktobra 2019, glumac koji je igrao kao lik Gru u serijalu Grozan ja (engl. Despicable Me) otpušten je iz tematskog parka Juniversal Orlando jer je pokazao gest na slici sa dvorasnom djevojkom. Slika je prikazivala kostimiranog glumca koji stoji iza djevojke i pri tome pravi OK gest na njenom ramenu.[100][101]
- Januara 2020, počinilac ubistava u Napadu na džamiju i islamski centar u Berumu nakratko je pokazao nacistički pozdrav i OK gest rukom tokom saslušavanja na sudu.[102] Ponovio je znak na početku svog suđenja.[103]
- Januara 2021, tokom Juriša na Kapitol SAD muškarci iz gomile uslikani su kako prave gest.[104][105][106]

## Negativne konotacije

### Kulturni konteksti
I dok je široka upotreba OK gesta pozitivno doprinijela međunarodnoj konotaciji prihvatanja, takođe su prisutna negativna, vulgarna ili napadačka shvatanja značenja u mnogim regionima svijeta. Za razliku od upotrebe izraza u Japanu da se predstave kovanice i bogatstvo, „O” oblik gesta u Francuskoj i Tunisu označava „nulu” u smislu da je nešto „bezvrijedno”. U mnogim mediteranskim zemljama, kao što je Turska, Tunis i Grčka, kao i na Bliskom istoku, u dijelovima Njemačke i mnogima dijelovima Latinske Amerike, gest može da se tumači kao vulgarno izražavanje koje predstavlja ljudski anus, označavajući i seks, ili napad („Ti si šu**k”), ili homofobičnu reakciju na simbol homoseksualnosti i akta sodomije. U Brazilu može da bude sinoniman sa činom da se nekome pokaže srednji prst.
U Kuvajtu i drugim sličnim dijelovima Arapskog svijeta, pokazivanje ovog znaka predstavlja urokljive oči i koristi se kao kletva ili prijetnja, ponekad zajedno sa verbalnim prijekorom.
U nekim regionima svijeta, prisutno je i pozitivno „OK” a i negativni oblici — ovo može da dovede do zbunjenosti po pitanju namjere. U regionima i kulturama gdje je gest imao istorijski negativnu konotaciju, upotreba je često rezultat prikazivanja u medijima i tendencija je da ga više koriste mlađe osobe. U Francuskoj, gdje je šira upotreba rezultat povezanosti sa američkom kulturom, pozitivni sentiment OK gesta postao je popularan na sjeveru zemlje; negativna konotacija u značenju „bezvrijednosti” zadržala se na jugu. Da bi se izbjegla konfuzija i razjasnilo značenje, francuski komunikatori navikli su se na preispitivanje (dodatnih) konteksta radi određivanja stvarnih konteksta, određenih faktorima kao što je stav ili izraz lica. U drugim prilikama, varirajuća značenja gesta predstavljaju zapreku; primjer je slučaj iz 1950-ih u Brazilu, kada je potpredsjednik SAD Ričard Nikson izašao iz svog aviona i pokazao znak i jednom i drugom rukom. Iako je Niksonova namjera bilo prenošenje poruke dobre volje ljudima Sao Paula, gomila na dočeku je ovo shvatila kao uvredu.

## Spoljašnje veze
- Govor tijela